# 葛切り

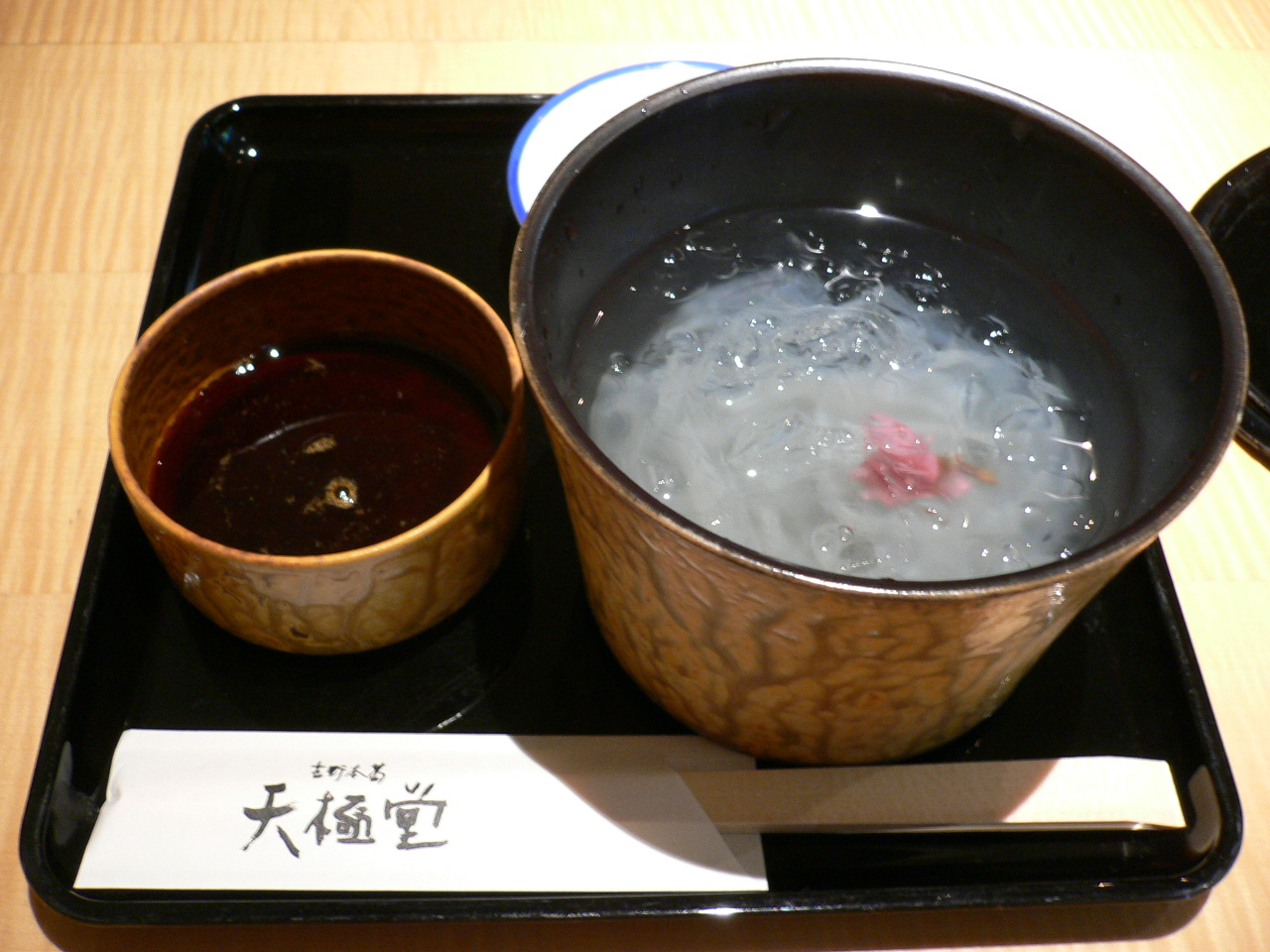
葛切り

葛切り（くずきり）は、葛粉を水で溶かし、型に入れてから加熱し板状に固めたものをうどんのように細長く切った麺状の食べ物。
ゼラチンや寒天は加熱してから冷却する事でゲル化するが、葛きりは澱粉なので加熱する事でゲル化する。
冷して蜜をかけて食べたり、乾燥したものを鍋料理の具として用いたりする。
葛粉は体を温め血行をよくするとして、風邪の対症療法として葛根湯や胃腸不良の時の民間治療薬として古くから利用されてきた。一方、葛粉は供給量が少ないため、葛ではなくジャガイモ澱粉などを原料にして葛切りを模した食材が一般に使われるようになっている。